# Élection pontificale de 1185
L'élection pontificale de 1185 se déroule le 25 novembre 1185, juste après la mort du pape Lucius III et aboutit à l'élection du cardinal Uberto Crivelli qui devient le pape Urbain III.

## Sources
- (en) Cet article est partiellement ou en totalité issu de l’article de Wikipédia en anglais intitulé « Papal election, 1185 » (voir la liste des auteurs).
- (en) Sede Vacante de 1185 - Université de Nothridge - État de Californie - John Paul Adams - 14 novembre 2013